# John Coffey (band)
John Coffey is een Nederlandse band opgericht in 2002. De muziekstijl is te vergelijken met bands als Refused en The Ghost of a Thousand. De band bestaat uit David Achter de Molen (zang), Alfred van Luttikhuizen (gitaar), Christoffer van Teijlingen (gitaar), Richard van Luttikhuizen (bas) en Carsten Brunsveld (drums). De bandnaam is een verwijzing naar het personage John Coffey uit de film The Green Mile (1999) van Frank Darabont, dat gebaseerd is op een gelijknamige, zesdelige boekenserie van Stephen King.

## Biografie

### Vanity
In het najaar van 2008 nam de band haar debuutalbum VANITY op bij de Nederlandse producer Martijn Groeneveld (o.a. Face Tomorrow, The Spirit That Guides Us en Blaudzun). VANITY werd in oktober 2009 uitgebracht door Sally Forth Records/Munich Records. De eerste duizend exemplaren van de cd zijn doorboord met een kogel. De plaat werd door de Nederlandse pers positief ontvangen en kreeg onder andere aandacht in muziektijdschrift OOR, Live XS, FRET, RockTribune en UP magazine. De band toerde in 2010 door onder meer Duitsland, Groot-Brittannië en Zweden.

### Bright Companions, nieuwe line-up
In juni 2010 kondigde de band het vertrek aan van zanger Art van Triest en gitarist Twan Eikelenboom, die elders andere bezigheden hadden. Eikelenboom werd per direct vervangen door Christoffer van Teijlingen. Van Triest werd in de herfst van 2010 vervangen door David Achter de Molen.
In het najaar van 2011 nam de band een nieuw album op in Studio Grondahl in het Zweedse Stockholm met producer Pelle Gunnerfelt, die onder andere de Zweedse bands The Hives en Refused heeft opgenomen. Assistent-producer bij deze opnamen was voormalig gitarist van The Ghost of a Thousand, Jag Jago. De opname van deze plaat werd onder meer mogelijk gemaakt door fans, die waren opgeroepen de band te sponsoren via de website SellaBand.
In mei 2012 werd bekend dat de band in september 2012 een nieuw album ging uitbrengen getiteld 'Bright Companions'. Tegelijk met dit nieuws bracht de band de eerste single uit 'Romans'
De tweede single, 'Featherless Redheads', werd exclusief uitgebracht bij 3voor12 in augustus 2012.

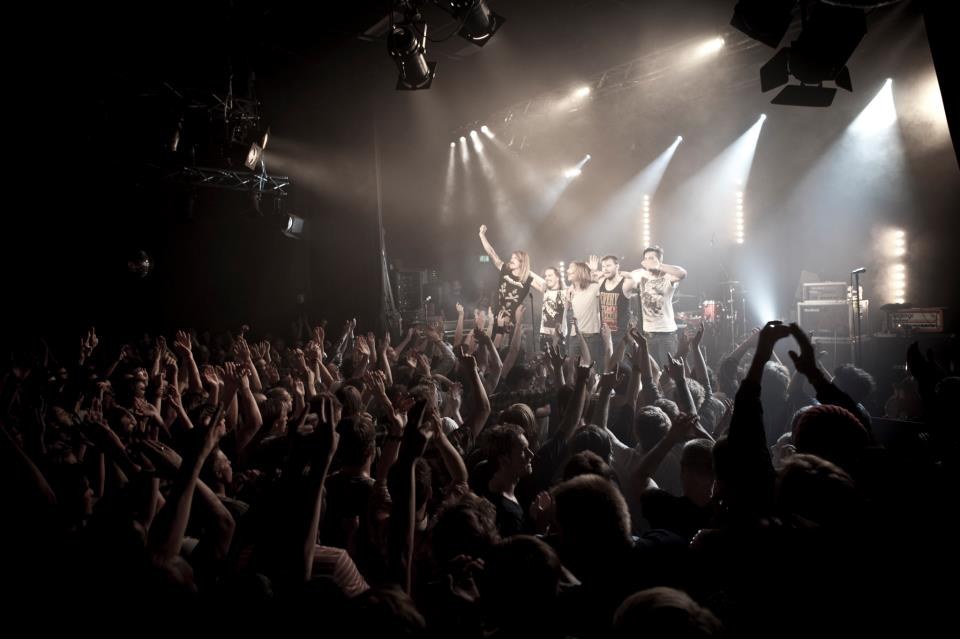
John Coffey tijdens Releaseshow in Tivoli

In september 2012 werd 'Bright Companions' in geheel Europa uitgebracht door het Duitse Redfield Records. Distributie in de Benelux gebeurt door Suburban Distributie. De plaat werd in zowel de Nederlandse als de internationale pers positief ontvangen. Er verschenen onder andere artikelen in Nederlandse, Duitse en Belgische muziektijdschriften als OOR, Visions Magazin, RockTribune, Gitarist en Fuze Magazin.
Op 19 mei 2016 kondigde de band op hun Facebookpagina aan om voor onbepaalde tijd te stoppen.

### Comeback
Op 3 maart 2023 kondigde de band een terugkeer aan op Instagram: 'We're back'. De comeback ging gepaard met een nieuw nummer met de titel 'Steam Waltz', waar op YouTube ook meteen een clip met choreografie i.s.m. breakdance-collectief 155 (eenvijfvijf) van verscheen. Daarnaast kondigde de band meteen vier gratis concerten in Tilburg, Apeldoorn, Rotterdam en Groningen aan om hun terugkeer in te luiden.

## Prijzen
In 2016 ontving John Coffey een nominatie voor de 3FM Awards en won een Edison in de categorie Rock.
2016:
- Edison Rock (met The Great News)

## Discografie

### Ep's en singles
- The Magic Umbrella Of Rain Go Away (2002) (CD)
- John Coffey (2004)
- White Like the New Sky (Independent) (2005) (CD, single)
- Spring (Online) (2007)
- Featherless Redheads (Redfield Records) (2012) (CDr, promo single)
- Dirt & Stones (Redfield Records) (2013) (EP, 7")
- A House for Thee  (2016)
- Steam Waltz (2023)

### Albums
- Vanity (Sally Forth Records/Munich) (2009) (CD, web)
- Bright Companions (Redfield Records) (2012) (CD, LP, web)
- Unstached (Redfield Records) (2013) (LP)
- The Great News (2015)
- FOUR (2023)

## Trivia
- Een video waarbij zanger Achter de Molen een biertje opving tijdens Pinkpop ging in juni 2015 viral en werd volgens 3VOOR12 meer dan 20 miljoen keer bekeken.[6]